# Tonacacihuatl

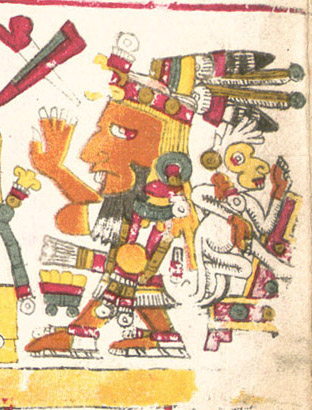

Tonacacihuatl (nom nahuatl signifiant « Dame de notre chair » ou « Dame de nos nourritures ») est, dans la mythologie aztèque, la représentation d'Omecihuatl sur la Terre (« Tlalticpac ») et l'épouse de Tonacatecuhtli « Seigneur de notre chair » avec qui elle habite dans une grande maison appelée Tonacacuahtlan. C'est une déesse de la nourriture.